# Lerista baynesi
Lerista baynesi är en ödleart som beskrevs av  Storr 1971. Lerista baynesi ingår i släktet Lerista och familjen skinkar. Inga underarter finns listade i Catalogue of Life.